# Robert Hodgson (Diplomat)
Robert MacLeod Hodgson, KCMG, KBE (* 25. Februar 1874 in West Bromwich, Staffordshire; † 18. Oktober 1956) war ein britischer Diplomat, der unter anderem zwischen 1924 und 1927 Geschäftsträger in der Sowjetunion sowie von 1928 bis 1936 Gesandter in Albanien war.

## Leben
Robert MacLeod Hodgson war ein Sohn des anglikanischen Geistlichen Robert Hodgson, der zwischen 1898 und 1910 Erzdiakon von Stafford war. Er besuchte von 1887 bis 1893 das Radley College und begann danach ein Studium am Trinity College der University of Oxford, das er 1897 abschloss. Er fand nach seinem Eintritt in den diplomatischen Dienst Verwendungen an zahlreichen Auslandsvertretungen sowie im Außenministerium (Foreign Office). Nachdem die diplomatischen Beziehungen zum Ende des Ersten Weltkrieges im Zuge der Oktoberrevolution 1917 sowie der Ermordung der Zarenfamilie am 18. Juli 1918 herabgestuft worden war, war Hodgson zwischen 1919 und 1924 Botschaftsrat für Handel an der Auslandsvertretung in der Sowjetunion. Während dieser Zeit wurde er 1920 für seine Verdienste Companion des Order of St Michael and St George (CMG).
1924 wurde Hodgson Geschäftsträger (Chargé d’affaires) der Botschaft in der Sowjetunion und bekleidete diesen Posten bis zum Abbruch der Beziehungen 1927. Am 3. Juni 1925 wurde er zum Knight Commander des Order of the British Empire (KBE) geschlagen, so dass er fortan den Namenszusatz „Sir“ führte. Er wurde 1928 Nachfolger von William Seeds Gesandter in Albanien und blieb dort bis 1936, woraufhin Andrew Ryan seine Nachfolge antrat. Am 8. Juni 1939 wurde er zudem zum Knight Commander des Order of St Michael and St George (KCMG) geschlagen. Zwischen 1943 und 1945 war er Vorsteher der School of Slavonic and East European Studies des University College London (UCL).
Robert MacLeod Hodgson war mit Olga Bellavin verheiratet.

## Veröffentlichung
- Franco frente a Hitler. Ed. Ahr, Barcelona 1954